# ロミオとジュリエット (ダイアー・ストレイツの曲)
「ロミオとジュリエット」（原題：Romeo and Juliet）は、イギリスのロック・バンド、ダイアー・ストレイツが1980年のアルバム『メイキング・ムーヴィーズ』で発表した楽曲。1981年にシングル・カットされた。作者のマーク・ノップラーは当時、ホリー&ジ・イタリアンズを率いていたホリー・ヴィンセントと破局しており、歌詞にはそのことが反映されたといわれる。
ライヴで頻繁に演奏された曲で、『アルケミィ〜ダイアー・ストレイツ・ライヴ』（1984年）や『オン・ザ・ナイト〜ダイアー・ストレイツ・ライヴ』（1993年）といったライヴ・アルバムにも収録された。また、ノップラーは2006年6月28日に行われたエミルー・ハリスとの共演ライヴでも「ロミオとジュリエット」を演奏・歌唱しており、その模様はハリスと連名のライヴ・アルバム及び映像作品『Real Live Roadrunning』に収録された。

## 反響・評価
本作は1981年1月17日付の全英シングルチャートに初登場し、2月21日には8位を記録して、デビュー曲「悲しきサルタン」以来の全英トップ10シングルとなった。
Michael Gallucciはultimateclassicrock.comにおいて「ダイアー・ストレイツの曲トップ10」を選出した際、本作を4位に挙げ「シェイクスピア、ウエスト・サイド物語、それに家族ではなく名声によって引き裂かれていく若い恋人達の現代的なロックン・ロール・ラヴ・ストーリーを繋ぎ合わせている」「ノップラーが残した、最も時代を超えた曲の一つでありながら、おかしなことにシングルはアメリカでチャート入りしなかった」とコメントしている。

## 他メディアでの使用例
「ロミオとジュリエット」は、『エンパイア レコード』（1995年公開）、『待ちきれなくて…』（1998年公開）、『200本のたばこ』（1999年公開）、『ホット・ファズ -俺たちスーパーポリスメン!-』（2007年公開）といった映画のサウンドトラックに使用された。

## カヴァー
- インディゴ・ガールズ（英語版） - アルバム『Rites of Passage』（1992年）に、エイミー・レイのソロという形で収録[10]。
- ザ・キラーズ - アビー・ロード・スタジオで録音したスタジオ・ライヴ音源をシングル「For Reasons Unknown」（2007年）のカップリング曲として発表[11]。なお、ザ・キラーズのボーカリストのブランドン・フラワーズは、この曲について「史上最高の曲の一つだ。素晴らしいメロディだよ」と語っている[2]。